# Nguyễn Văn Bình (thiếu tướng Cục Cứu hộ cứu nạn)
Nguyễn Văn Bình là một Sĩ quan cấp cao của Quân đội nhân dân Việt Nam, mang quân hàm Thiếu tướng. Ông từng giữ chức Phó Chánh Văn phòng Ủy ban Quốc gia Tìm kiếm Cứu nạn; Phó Cục trưởng Cục Cứu hộ Cứu nạn, trực thuộc Bộ Tổng Tham mưu Quân đội nhân dân Việt Nam.
Từ năm 2006 đến năm 2008, Nguyễn Văn Bình giữ chức Chỉ huy trưởng Bộ đội Biên phòng tỉnh Hà Tĩnh.
Năm 2008, Nguyễn Văn Bình bị kỉ luật khiển trách trong Đảng Cộng sản Việt Nam và điều chuyển công tác do sai phạm trong chi tiêu ngân sách, làm thất thoát hàng trăm triệu đồng.
Sau sự cố trên, ông chuyển ra Hà Nội công tác tại bộ tư lệnh biên phòng, giữ chức phó trưởng phòng tìm kiếm cứu nạn. Sau một năm công tác, với thành tích xuất sắc, ông được thăng lên trưởng phòng. Sau đó ông tiếp tục được điều chuyển sang cục cứu hộ cứu nạn giữ chức phó cục trưởng kiêm Phó Chánh văn phòng ủy ban quốc gia tìm kiếm cứu nạn năm 2010.
Năm 2014, Nguyễn Văn Bình được Chủ tịch nước phong quân hàm Thiếu tướng.
Ông hiện đã nghỉ hưu.